# Vigh Bertalan (festő)
Vigh Bertalan (Rimaszombat, 1890. április 5. – Budapest, Ferencváros, 1946. szeptember 1.) festőművész.

## Életútja
Vigh József és Balók Júlia fiaként született. A Képzőművészeti Főiskolán tanult, ahol tanárai Balló Ede, Hegedűs László és Ferenczy Károly voltak. Először 1912-ben állított ki. Przemysl elestekor orosz fogságba esett. Turkesztáni fogságában, mint festő, élénk működést fejtett ki. Az orosz társadalom emberét ábrázolta, s nagy karriert futott be. Hazatérve, főleg színes, friss technikájú női képmásaival lett népszerű, mint a „Diadalmas Éva”, „Gyöngyök”, Dita Pario és felesége arcképe stb. Orosz nőt vett feleségül, 1922. március 30-án kötött házasságot a szamarkandi születésű Karotkov (Karotkova) Máriával. Halálát többek között vérmérgezés és tüdőgyulladás okozta.